# Hull House
Hull House ist der Name einer wegweisenden Einrichtung der Settlement-Bewegung in Chicago. Das Hull House wurde 1889 im Stadtteil Near Westside von Jane Addams gegründet, die kurz zuvor bei einem London-Besuch die Toynbee Hall kennengelernt hatte und davon inspiriert worden war.
Chicago hatte gegen Ende des 19. Jahrhunderts mehr als eine Million Einwohner, davon rund 80 % europäische Migranten. Korruption, Mafia und Kartellbildung waren an der Tagesordnung. Die Folgen waren für einen Großteil der Bevölkerung verheerend: Ungesundes Wohnen, riesige Abfallberge, giftiges Trinkwasser, verdorbene Nahrung, Krankheiten wie Pocken und Typhus, schlechte Luft und extremer Lärm in den Fabriken, hohe Säuglingssterblichkeit, allgemein Unterernährung, Arbeitslosigkeit, Alkoholismus, fehlende Möglichkeiten, an Bildungsprozessen teilzunehmen usw. Diese Probleme bildeten für Jane Addams den Grund für ihr Schaffen.
Als Jane Addams und Ellen Gates Starr das Hull House in der Halsted Street 1889 eröffneten, waren ihre Ziele moderat. Sie wollten einen Ort als Treffpunkt für weniger bemittelte Menschen in der Nachbarschaft von Einwanderern anbieten, um diesen Kunst und Literatur näherzubringen. Das Haus entwickelte sich jedoch schnell über ihre Vorstellungen hinaus und sie begannen auf Wunsch ihrer Nachbarn, Unterricht in englischer Sprache anzubieten, damit sie sich schneller integrieren konnten. Bald kamen Koch- und Nähkurse, auch Werkunterricht hinzu, sowie amerikanische Geschichte, die Regierung und Gesetze. Hinzu kommt die Gründung des Working-People’s Social Science Club oder auch die Gründungen von Gewerkschaften. Somit bildete das dort entstehende Wissen „u. a. die Grundlage für sozialpolitische Vorstöße gegenüber der Regierung, dem Sanitätsdepartement, für eine Gesetzgebung gegen Kinderarbeit“. Die Aktivitäten des Hull House erstreckten sich ebenso auf die Überwachung der Müllabfuhr im Settlement, Unterstützung von Streiks, die Einrichtung öffentlicher Badehäuser, Vermittlungsbemühungen in Arbeitskonflikten und Vorträge an Universitäten.
Inzwischen war es eine Siedlung geworden, ein „Settlement“. Männer und Frauen konnten für eine niedrige Miete jetzt hier wohnen. Als Gegenleistung übernahmen sie Dienste in der öffentlichen Küche oder den Bädern, Beaufsichtigung auf dem Spielplatz oder in der Kleinkind- oder Kindergartengruppe. Einflussreiche Unterstützung erfuhren sie durch William James und John Dewey, der hier seine soziale Studien betrieb und an den Kindern „learning by doing“ erprobte.
Hull-House wurde nicht nur ein kulturelles Zentrum mit Musik und Theateraufführungen, sondern auch ein sicherer Hafen für Einwanderer in Chicagos naher West Side. Hier fanden sie Gesellschaft und die Unterstützung, die sie für ein Leben in einer modernen Großstadt in der „Neuen Welt“ benötigten. Jedoch stand die Veränderung und Kritik an den vorherrschenden frühkapitalistischen Verhältnissen im Vordergrund, weshalb es Ziel von Polizeirazzien, CSI-Überwachungen (ab 1915) und Spendenkürzungen wurde.
Das Hull House wurde nicht nur als Zentrum der Nachbarschaftshilfe und Erwachsenenbildung für die überwiegend Italienisch sprechende Stadtteilbevölkerung verstanden, sondern auch als sozialwissenschaftliche Forschungseinrichtung. Es ist inzwischen der University of Illinois angegliedert.
Seit dem 23. Juni 1965 gilt das Haus als eine National Historic Landmark. Hull House wurde am 15. Oktober 1966 als Baudenkmal in das National Register of Historic Places aufgenommen.
Am 19. Januar 2012 berichtete die Chicago Sun-Times, dass das Hull House aufgrund finanzieller Schwierigkeiten nach 120 Jahren geschlossen werden müsse. Die „Jane Addams Hull House Association“ hatte pro Jahr 60.000 Menschen Hilfe unterschiedlichster Art angeboten. Man bedauere dies besonders in der heutigen schwierigen wirtschaftlichen Lage.